# 歼-13
殲-13是中华人民共和国在1980年代规划研制的一型战斗机。1971年年底，國防科學技術工業委員會六院指示三机部601所酝酿研制类似于F-16的带边条翼正常式布局高机动歼击机方案作为殲-6的后继空戰殲擊機。但是由于一些原因，最終导致了研发中止。
经过下部队调研、气动布局选型、工艺调研准备，歼-13的战术技术要求于1975年底正式拟定，1976年4月24日，国家常規裝備發展領導小組正式行文批復。突出中低空（高度200 12000米）和中速（马赫数0.7-1.5）的机动格斗能力，同时还要兼顾高速性能，最大速度要求达到马赫数1.8～2.0。殲-13的主翼採用了邊條機翼形式，上單翼、主翼下反，增加了飛機的軸向不穩定性，前緣機動襟翼。

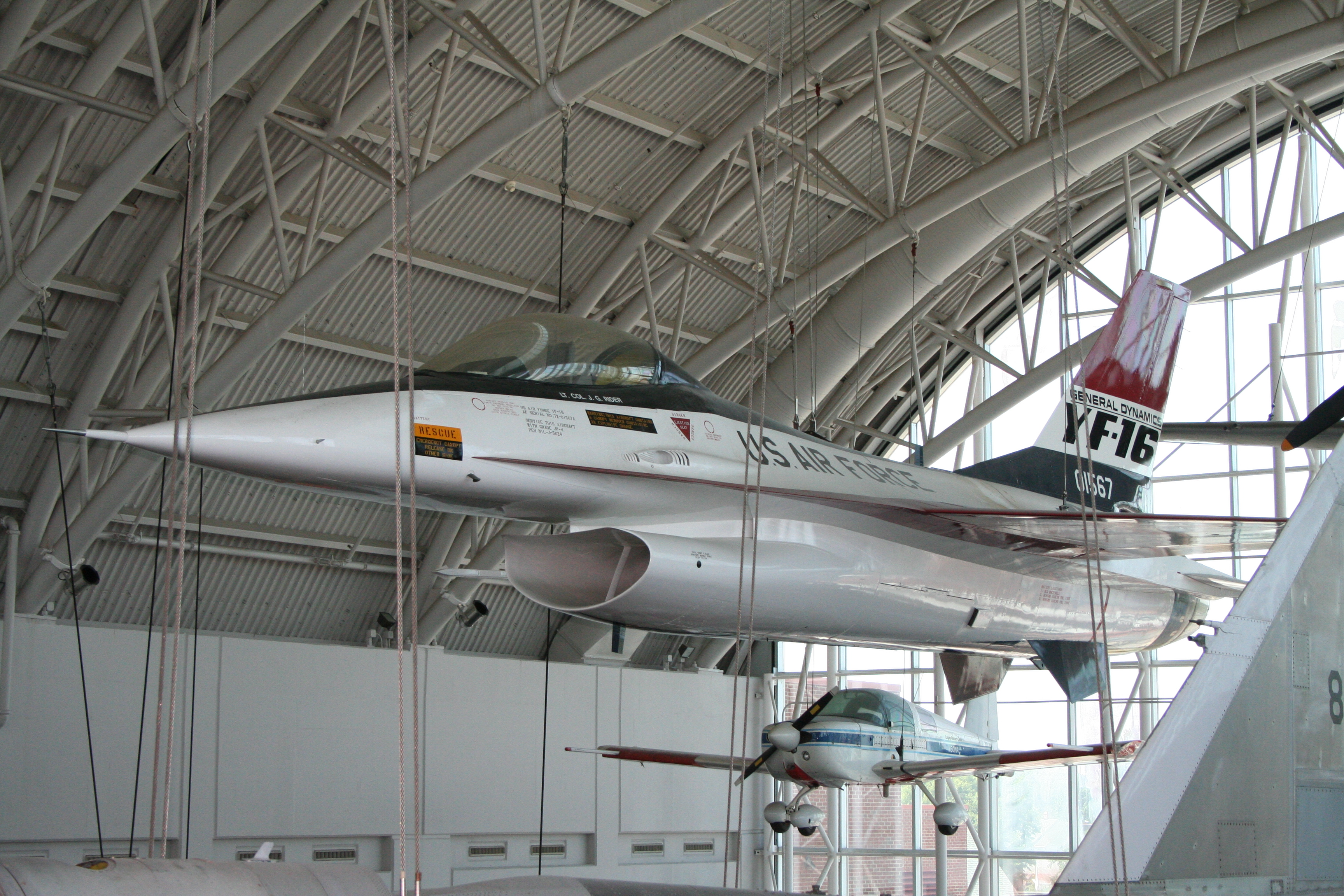
本機型與YF-16布局相似

## 发动机
1976年底，中央军委常规装备发展领导小组正式批准采用一台涡扇-6加力风扇发动。不久后曾经考虑换英国劳斯莱斯公司的斯贝发动机，1979年则开始论证采用涡喷-15发动机，并于1980年5月获得批准。

## 计划中断
进入1980年代后期，中国国防科技工业技术断层严重，资金需要为国家经济让路，於1981年3月后，歼-13的研制中止。

## 基本規格
- 機長：17.48米
- 翼展：10.48米
- 正常起飛重量：11660公斤
- 推重比：1.07
- 最大馬赫數：2.0-2.45
- 轉場航程：2340公里